# Яхін Ільдан Ізмаїлович
Ільдан Ізмаїлович Яхін (нар.17 липня 1946 року) — художник-графік, плакатист, живописець. Член Харківської організації Національної спілки художників України з 1985 року.

## Біографія
Народився 17 липня 1946 року у м. Свердловськ (нині Єкатиринбург).

### Освіта
Закінчив Харківський художньо-промисловий інститут (Худпром) (Нині це академія дизайну та мистецтв) у 1971 році. Його викладачами були художники: В. Ненадо, В. Куліков, Є.Надеждін.
Працює в Харківській державній академії дизайну та мистецтв доцентом кафедри графіки.
Також він є головою секції графіки Харківського відділення Национальной спілки художників України.

## Творчість
Учасник всеукраїнських, міжнародних та закордонних виставок з 1975 року. Багато і плідно працює в галузі театрального плаката, станкової графіки, оформлення книг, живопису.
Автор створив велику серію ілюстрацій до книг авторів світової літератури: В. Шекспіра, М. Сервантеса, Т. Манна, Г. Сенкевича, М. Ріда, Ф. Кафки, Д. Дюрренматта, У. Еко, Ф. Іскандера і багатьох інших (робота з видавництвом «Фоліо»).
Оформив книги відомих українських авторів — О. Забужко, І. Андрусяка (ілюстрація виконана в техніці двоколірного офорта).
Його книжкові мініатюри відрізняються ніжністю виконання і естетичним смаком. Символи, закладені в його роботах, можна намагатися розшифрувати логічно.

## Нагороди
- 1978 — заохочувальний диплом Республіканського конкурсу на кращу книгу.
- 1986 — заохочувальний диплом Республіканської виставки плаката.
- 2007 — лауреат премії «Народне визнання» в номінації «Образотворче мистецтво», Харків.[2]

## Виставки
Роботи автора знаходяться в зібраннях Музею сучасного мистецтва України (Київ), колекції Нортона Доджа (Бостон, США), в TALLER GALLERY FORT and ADOGI (Іспанія), Музеї плакату у Варшаві, Дирекції художніх виставок (Москва), Калінінградському обласному музеї, художні музеях і галереях Харкова, а також в приватних колекціях України, Росії, Герамніі, США.
Колективні:
- 2008, 2012 — «Книжкова графіка», Москва.
- 2010, 2013 — «Книжкова графіка», Київ.
- 2009 — виставка графіки «MINIPRINT International de Cadaques», Іспанія.
- 2014 — Міжнародне бієнале графіки країн Балтії.
- 2014 — Виставка графіки майстерні І. Яхіна, Харківський художній музей,[4]
- 2018 — колективна виставка «Графіка у Харкові»[5]

Персональні:
- 1997 — Галерея «Маестро», Харків,
- 2002, 2004, 2010 — виставка графіки, Харківська муніципальна галерея,
- 2008 — виставка графіки, Галерея «АВЕК», Харків
- 2005, 2008, 2012 — Галерея «Академія», Харків
- 2011,2013 — виставка офортів та графіки Галерея «АС», Харків
- 2006 2016[6] — виставка графіки, Харківський художній музей,  [Архівовано 23 жовтня 2019 у Wayback Machine.]
- 2013 — «Ігри напередодні», Харків[7]
- 2015 — «Робота на полотні»[8]

### Ілюстрації
- Комедії і трагікомедії [Текст]: пер. з англ. / В. Шекспір ; худож. І. І. Яхін ; передм. і прим. О. Алексеєнко, Н. Жлуктенко ; Ін-т л-ри ім. Т. Г. Шевченка НАН України. — Х. : Фоліо, 2004. — 528 с.: іл. — (Бібліотека світової літератури). — ISBN 966-03-2291-7

## Доповнення
- Художники Харківщини[10]
- Проект Ільдана Яхина «Офорти»[11]
- Роботи в галереї «АС»[12]